# We. The Revolution
We. the Revolution – komputerowa gra strategiczna stworzona przez studio Polyslash i wydana przez Klabater na komputery osobiste z systemami: Windows, macOS, Linux oraz na konsolę PlayStation 4, Xbox One i Nintendo Switch. Premiera odbyła się 21 marca 2019 roku.
Gracz wciela się w sędziego Trybunału Rewolucyjnego imieniem Alexis, któremu przyjdzie decydować o życiu i śmierci mieszkańców ogarniętego rewolucją Paryża.

## Fabuła

### Prolog
Akcja gry toczy się w Paryżu, na schyłku XVIII wieku w trakcie Rewolucji francuskiej. Alexis Fidèle pełniący funkcję sędziego Trybunału Rewolucyjnego jest hazardzistą i alkoholikiem. Jego młodszy syn Frédéic chcąc bronić honoru rodziny, wdaje się w bójkę z dziećmi z sąsiedztwa. Alexis osądza syna. 

### Akt I — Wolność
Trybunał odwiedza Ludwik XVI. Obserwuje prace Alexisa, a swoją wizytę zakańcza słowami Nie dajcie się  manipulować ludziom, którzy nie dźwigają ciężaru odpowiedzialności. Następnego dnia król zbiega z Paryża, a Alexis wraz ze swoim mentorem Raymondem Dévoyé, ogląda budowę gilotyny. Tego samego dnia do sali sądowej na stałe dołącza oskarżyciel publiczny Antoine de Tinville. Następnego dnia w mieście dochodzi do zamieszek. Mathieu Burel, komendant Gwardii Narodowej, prosi Alexisa i Raymonda o pisemne poparcie użycia przemocy wobec protestujących. Po podjęciu decyzji Alexis dowiaduje się, że sądzić będzie Claude'a Pocharda, byłego wikarego i nauczyciela małego Frédéica. Żona Alexisa — Mathilde, prosi go o uniewinnienie wikarego. Wracając z sądu, Alexis jest świadkiem masakry na jednym z placów miejskich. Jeśli Alexis nie zezwoli na otwarcie ognia wobec protestujących, Burel zginie w zamieszkach. W przeciwnym razie Burel zostanie zdymisjonowany i następnego dnia odpowie przed trybunałem za śmierć 34 osób. Wieczorem Aldric, ojciec Alexisa, opowiada Bernardowi, starszemu synowi Alexisa o rodzinie Renard, która doprowadziła do upadku jego przedsiębiorstwa. Radzi on uważać Alexisowi na Renardów. 
Król szybko zostaje schwytany i postawiony przed sądem. W trakcie rozprawy odnalezione zostają ukrywane przez niego listy z władcami wrogich mocarstw oraz polecenie skierowane do ministra Rolanda, o korumpowanie deputowanych Zgromadzenia Narodowego. Alexis decyduje o życiu króla. Następnego dnia zawiera polityczny sojusz z Françoisem Hanriotem, którego kandydaturę na komendanta Gwardii popiera. Kilka dni później, Alexisa odwiedza Jean-Marie Roland. Skompromitowany minister grozi śmiercią sędziemu. Alexis rozpoczyna intrygę przeciwko Rolandowi. Zbierając poparcie członków Konwentu, dowiaduje się, że prowadzony przez żonę Rolanda, salon polityczny to przykrywka dla domu publicznego. 
Dzielnica Paryża, w której budowany jest pomnik na cześć zwycięstw rewolucji, infiltrowana jest przez wrogiego agenta. Alexis wysyła Raphaela Clovisa, swojego ulubionego strażnika sądowego, by wyeliminować nieprzyjaciela. Przy nieboszczyku znalezione zostaje polecenie o budowaniu poparcia dla tajemniczego „R". Alexis poleca strażnikowi eliminować kolejnych, wrogich agentów. Po kilku dniach walk z agentami jeden z nich zdradza, że pracuje dla Clementa Renarda. 
Alexis, wracając z pracy, zostaje dźgnięty nożem przez trzech rzezimieszków. Uratowany zostaje przez paryską kurtyzanę oraz tajemniczego Gréegory'ego Ramela. Ramel zdradza, że powodem przeprowadzonego na nim zamachu było zagrożenie przepływowi finansowemu z domu publicznego Rolandów, które spowodował. Przy okazji wspomina o znajomości z dawno zmarłym bratem Alexisa. Kolejnego dnia Robespierre, przywódca rewolucji. Wydaje nakaz aresztowania większości żyrondystów, pozwalając Alexisowi wybrać kogo oskarżyć winą za dokonany na niego zamach. Alexis wybiera, kto z małżeństwa Roland zostanie aresztowany. W dniu rozprawy Raymond opowiada Alexisowi historie jego brata. Bruno dotkliwie pobił jednego z ludzi Renardów, ściągającego haracz ze straganu ojca. Raymond, pełniący wtedy funkcję sędziego zmuszony był wydać wyrok śmierci. Pod namową Aldrica, Raymond spalił akt oskarżenia, polecił sprzedać stragan rodzinie Renard, a pieniądze przekazać rodzinie okaleczonego chłopaka. Aldric zmuszony był wygnać syna z domu.
Ramel dowiaduje się, że za zaplanowaniem ataku na Alexisa stał mer Paryża, Jean-Nicolas Pache. Alexis odwiedza Pache'a, przekonując go do zawarcia sojuszu. Przyjaciel Alexisa, Jacques-Luis David  odkrywa niestosowną relację pomiędzy córką mera a jedną z muskadynek. Alexis zmusza muskadynke do podpisania fałszywych dokumentów potwierdzających pracę jej i mera na rzecz Austrii. Tego samego dnia udaje mu się przekonać Dantona, sojusznika Pache'a do ujawnienia prawdziwych dowodów. Danton wyjawia, że wraz z merem utrudniał budowę mostu zgody. Pache zostaje aresztowany. W trakcie rozprawy Alexis odkrywa, że Frédéic został powieszony. Muskadynka chcąc zdobyć fundusze na ucieczkę z kraju, szantażuje córkę mera. Córka Pache'a zabija swoją kochankę, w zależności od wyboru Alexisa, stanie ona przed sądem, lub popełni samobójstwo. W dniu pogrzebu Ramel opowiada historię, gdy Bruno uratował jego życie, poświęcając swoje. 

### Akt II — Równość
Ramel dowiaduje się, że pomysłodawcą zamachu na Frédéica, był Jean-Baptist Gobel arcybiskup Paryża. Przypadkiem poznał sekret Gobela o nieślubnym dziecku, ukrytym gdzieś w Paryżu. Alexis rozpoczyna kampanię antyklerykalną, podburzając tłum przeciwko Gobelowi, zdobywając poparcie w Konwencie i denuncjując prokuratorowi o nieślubnym dziecku. Arcybiskup jednak sprzymierza się z dziennikarzem Hébertem i ogłasza rezygnację z wszelkich stanowisk kościelnych. Syn Gobela, Gerard Boutin wychodzi z ukrycia, jednak zostaje odrzucony przez ojca. W międzyczasie Alexis zostaje zaproszony na  przyjęcie do Clementa Renarda. Na balu Renard ujawnia, że to arystokracja stała za zamachem na jego syna. Alexis może również dowiedzieć się, kto przekazał zamachowcom niezbędne do zabicia informacje. Zdrajcą okazuje się Raymond Dévoyé, którego jeśli Alexis wygra grę w kości, będzie mógł sądzić. 
Boutin zabija ojca, za co postawiony zostaje przed trybunałem. Alexis i Danton przekonują Héberta do sojuszu. Postanawiają użyć prokuratora Tinvilla, jako żywej tarczy przeciwko Robespierre'owi. Danton popiera kandydaturę Tinvilla do KOP, a Alexis wygłasza mowę przeciwko Robespierre'owi. Robespierre przy pomocy Hanriota aresztuje Dantona i Héberta. Zdrada Hanriota nie umyka uwadze Alexisa, sędzia aresztuje komendanta i obraca Gwardie Narodową przeciwko Robespierre'owi. Hanriotowi udaję się jednak umknąć obławie. Zbiera on ludzi chętnych do zbrojnego obalenia sędziego Następnego dnia Alexis wygłasza mowę przed Konwentem Narodowym. Udaję mu się przekonać deputowanych do aresztowania Robespierre'a. Jeszcze tego samego dnia prowadzi Gwardie Narodową przeciwko armii Hanriota, broniącego Robespierre'a i jakobinów. Hanriot ginie w walce, a Robespierre zostaje schwytany i osądzony przez Alexisa.
Alexis przed wystosowaniem swojej kandydatury do KOP zostaje pobity i porwany, a wraz z nim jego żona i syn. Okazuje się, że za wszystkim stał Bruno. Odrzucony przez ojca, zaciągnął się do armii, gdzie został schwytany przez żołnierzy wroga. Przeciwnicy zagrali z nim w  kości, za wygraną, otrzymać miał wolność, jednak za każdą przegraną rundę, tracić dłoń. Pierwszą rundę wygrał, jednak przegrał drugą. Okaleczony uciekł i zaczął planować zemstę na swojej rodzinie. To on zaplanował zamach na Frédéica i wykorzystał Alexisa do wyeliminowania każdego, kto mógłby stanąć mu na drodze. Informuje, że za kilka dni zaatakuje Paryż, armią ludzi pokrzywdzonych przez rewolucję. Zmusza on również Alexisa do gry w kości na wspomnianych zasadach. Karę ponosi jednak Bernard. Po grze, Alexisa i jego rodzinę, ratuje Ramel.
Następnego dnia w sądzie Alexisa odwiedza Marat, wydawca gazety Przyjaciel ludu. Otrzymał on informację o wszystkich prowadzonych dotąd intrygach Alexisa. Tego samego dnia Marat publikuje artykuł, o wszystkich przewinieniach Alexisa. Następnego dnia Marat zostaje zamordowany przez żyrondystkę imieniem Charlotte. W międzyczasie Clement Renard znaleziony zostaje martwy. Po ujawnieniu prawdziwej twarzy sędziego David zdradza Alexisa. Wyznaje że Ramel od początku pracował dla Bruno. Raphael Clovis również przechodzi na stronę wroga. Oficer Thomas-Alexandre Dumas powierza Alexisowi armię do obrony Paryża, w zamian za nadanie mu rangi generała.  

### Akt III — Braterstwo
Armia Bruno uderza na Paryż. W międzyczasie Madame de Staël właściciela jednego z salonów politycznych publikuje deklaracje praw kobiet. Alexis wybiera pomiędzy poparciem ruchu i podpisaniem deklaracji a aresztowaniem de Staël. Żona i syn opuszczają sędziego, zostawiając go jedynie z ojcem. Zaledwie po kilku dniach Mathilde wraca, by dźgnąć Alexisa w brzuch. Ponownie zostaje jednak uratowany, tym razem przez Marionetkarza. Marionetkarz pozwala dokonać mu jedynego prawdziwego wyboru pomiędzy życiem a śmiercią. Wybierając życie, kontynuuje obronę Paryża. Musi również osądzić żonę za próbę morderstwa. Po kilkunastu dniach przybywa odsiecz, z Napoleonem Bonaparte na czele. Bruno odwiedza Alexisa w sądzie, zdradzając, że jego celem od początku było ściągnięcie do Paryża dyktatora. Alexis gra z Bruno w ostatnią grę w kości. Wygrany Alexis zabija brata, zostając zapamiętanym jako bohater.

## Odbiór gry
We. the Revolution zostało pozytywnie ocenione przez najważniejsze francuskie media gamingowe takie jak: Jeuxvideo czy Jeuxactu. Zdobywając uznanie za swoją historię, klimat, styl graficzny oraz niejednoznacznie moralne decyzje, jednak część mechanik i zakończenie gry były przedmiotem krytyki. Twórcy do dziś nie poinformowali graczy o wynikach sprzedaży.